# Classique de Saint-Sébastien 2017
La 37e édition de la Classique de Saint-Sébastien a lieu le 29 juillet 2017. Elle fait partie du calendrier UCI World Tour 2017 en catégorie 1.UWT, et se déroule sur 231 kilomètres.

## Équipes
| WorldTeams (18)- AG2R La Mondiale - Astana - Bahrain-Merida - BMC Racing Team - Bora-Hansgrohe - Cannondale-Drapac - Dimension Data - FDJ - Katusha-Alpecin - Lotto NL-Jumbo - Lotto-Soudal - Movistar Team - Orica-Scott - Quick-Step Floors - Sky - Team Sunweb - Trek-Segafredo - UAE Team Emirates Équipes continentales professionnelles (2)- Caja Rural-Seguros RGA - Cofidis, Solutions Crédits |
| |

## Récit de la course
À trente kilomètres de l'arrivée, Gianni Moscon fausse compagnie au peloton et part en échappée solitaire. La poursuite menée derrière lui fait augmenter le rythme de la course. Moscon est rattrapé dans la dernière ascension du jour. Mikel Landa y attaque et crée un écart. Seuls quatre autres coureurs peuvent le suivre: son coéquipier Michal Kwiatkowski, le français Tony Gallopin, et les néerlandais Bauke Mollema et Tom Dumoulin. Après que Landa ait fait travailler les rivaux de Kwiatkowski en ayant attaqué sur le plat, ce qui les a obligés à se relayer pour le reprendre, le groupe de cinq se joue la victoire au sprint. Le Polonais s'impose malgré un bel effort de Tony Gallopin, qui perd de très peu. Bauke Mollema termine troisième et complète le podium.

## Classement final
| \| Classement général \| Classement général \| Classement général \| Classement général \| Classement général \| \| Coureur \| Coureur \| Pays \| Équipe \| Temps \| \| ------------------ \| ------------------ \| ------------------ \| ------------------ \| ------------------ \| \| 1er \| Michał Kwiatkowski \| Pologne \| Team Sky \| 5 h 52 min 53 s \| \| 2e \| Tony Gallopin \| France \| Lotto-Soudal \| + 0 s \| \| 3e \| Bauke Mollema \| Pays-Bas \| Trek-Segafredo \| + 0 s \| \| 4e \| Tom Dumoulin \| Pays-Bas \| Team Sunweb \| + 0 s \| \| 5e \| Mikel Landa \| Espagne \| Team Sky \| + 2 s \| \| 6e \| Alberto Bettiol \| Italie \| Cannondale-Drapac \| + 28 s \| \| 7e \| Anthony Roux \| France \| FDJ \| + 38 s \| \| 8e \| Greg Van Avermaet \| Belgique \| BMC Racing Team \| + 38 s \| \| 9e \| Tiesj Benoot \| Belgique \| Lotto-Soudal \| + 38 s \| \| 10e \| Nicolas Roche \| Irlande \| BMC Racing Team \| + 38 s \| |                    |          |                   |                 |
| |                    |          |                   |                 |
| Source : ProCyclingStats |                    |          |                   |                 |
| Classement général |                    |          |                   |                 |
| Coureur | Coureur            | Pays     | Équipe            | Temps           |
| 1er | Michał Kwiatkowski | Pologne  | Team Sky          | 5 h 52 min 53 s |
| 2e | Tony Gallopin      | France   | Lotto-Soudal      | + 0 s           |
| 3e | Bauke Mollema      | Pays-Bas | Trek-Segafredo    | + 0 s           |
| 4e | Tom Dumoulin       | Pays-Bas | Team Sunweb       | + 0 s           |
| 5e | Mikel Landa        | Espagne  | Team Sky          | + 2 s           |
| 6e | Alberto Bettiol    | Italie   | Cannondale-Drapac | + 28 s          |
| 7e | Anthony Roux       | France   | FDJ               | + 38 s          |
| 8e | Greg Van Avermaet  | Belgique | BMC Racing Team   | + 38 s          |
| 9e | Tiesj Benoot       | Belgique | Lotto-Soudal      | + 38 s          |
| 10e | Nicolas Roche      | Irlande  | BMC Racing Team   | + 38 s          |

## Liste des participants
- Liste de départ complète

| Légende | Légende                                                                       | Légende | Légende                                                    |
| ------- | ----------------------------------------------------------------------------- | ------- | ---------------------------------------------------------- |
| Num     | Dossard de départ porté par le coureur sur cette Classique de Saint-Sébastien | Pos     | Position à l'arrivée de la course                          |
|         | Indique un maillot de champion national ou mondial, suivi de sa spécialité    | NP      | Indique un coureur qui n'a pas pris le départ de la course |
| AB      | Indique un coureur qui n'a pas terminé la course                              | HD      | Indique un coureur qui a terminé la course hors des délais |

| Trek-Segafredo TFS    | Trek-Segafredo TFS    | Trek-Segafredo TFS |
| --------------------- | --------------------- | ------------------ |
| Num                   | Coureur               | Pos                |
| 1                     | Haimar Zubeldia (ESP) | 29e                |
| 2                     | Bauke Mollema (NED)   | 3e                 |
| 3                     | Eugenio Alafaci (ITA) | AB                 |
| 4                     | Laurent Didier (LUX)  | AB                 |
| 5                     | Fabio Felline (ITA)   | AB                 |
| 6                     | Michael Gogl (AUT)    | AB                 |
| 7                     | Markel Irizar (ESP)   | 78e                |
| 8                     | Giacomo Nizzolo (ITA) | AB                 |
| Directeurs sportifs : |                       |                    |

| AG2R La Mondiale ALM  | AG2R La Mondiale ALM    | AG2R La Mondiale ALM |
| --------------------- | ----------------------- | -------------------- |
| Num                   | Coureur                 | Pos                  |
| 11                    | Jan Bakelants (BEL)     | 11e                  |
| 12                    | Clément Chevrier (FRA)  | 47e                  |
| 13                    | Axel Domont (FRA)       | 62e                  |
| 14                    | Mathias Frank (SUI)     | 33e                  |
| 15                    | Cyril Gautier (FRA)     | AB                   |
| 16                    | Alexandre Geniez (FRA)  | AB                   |
| 17                    | Quentin Jauregui (FRA)  | AB                   |
| 18                    | Alexis Vuillermoz (FRA) | 12e                  |
| Directeurs sportifs : |                         |                      |

| Astana AST            | Astana AST               | Astana AST |
| --------------------- | ------------------------ | ---------- |
| Num                   | Coureur                  | Pos        |
| 21                    | Peio Bilbao (ESP)        | AB         |
| 22                    | Zhandos Bizhigitov (KAZ) | AB         |
| 23                    | Sergey Chernetskiy (RUS) | 14e        |
| 24                    | Jesper Hansen (DEN)      | AB         |
| 25                    | Miguel Ángel López (COL) | AB         |
| 26                    | Nikita Stalnov (KAZ)     | 36e        |
| 27                    | Paolo Tiralongo (ITA)    | AB         |
| 28                    | Artyom Zakharov (KAZ)    | 79e        |
| Directeurs sportifs : |                          |            |

| Bahrain-Merida TBM    | Bahrain-Merida TBM       | Bahrain-Merida TBM |
| --------------------- | ------------------------ | ------------------ |
| Num                   | Coureur                  | Pos                |
| 31                    | Janez Brajkovič (SLO)    | 42e                |
| 32                    | Yukiya Arashiro (JPN)    | AB                 |
| 33                    | Iván García (ESP)        | 68e                |
| 34                    | Enrico Gasparotto (ITA)  | 24e                |
| 35                    | Tsgabu Grmay (ETH)       | 71e                |
| 36                    | Jon Ander Insausti (ESP) | 55e                |
| 37                    | Javier Moreno (ESP)      | 54e                |
| 38                    | Luka Pibernik (SLO)      | AB                 |
| Directeurs sportifs : |                          |                    |

| BMC Racing BMC        | BMC Racing BMC             | BMC Racing BMC |
| --------------------- | -------------------------- | -------------- |
| Num                   | Coureur                    | Pos            |
| 41                    | Greg Van Avermaet (BEL)    | 8e             |
| 42                    | Alessandro De Marchi (ITA) | 60e            |
| 43                    | Amaël Moinard (FRA)        | 61e            |
| 44                    | Manuel Quinziato (ITA)     | AB             |
| 45                    | Nicolas Roche (IRL)        | 10e            |
| 46                    | Michael Schär (SUI)        | AB             |
| 47                    | Francisco Ventoso (ESP)    | AB             |
| 48                    | Danilo Wyss (SUI)          | AB             |
| Directeurs sportifs : |                            |                |

| Bora-Hansgrohe BOH    | Bora-Hansgrohe BOH        | Bora-Hansgrohe BOH |
| --------------------- | ------------------------- | ------------------ |
| Num                   | Coureur                   | Pos                |
| 51                    | Leopold König (CZE)       | AB                 |
| 52                    | Emanuel Buchmann (GER)    | 19e                |
| 53                    | Silvio Herklotz (GER)     | AB                 |
| 54                    | Jay McCarthy (AUS)        | 76e                |
| 55                    | José Mendes (POR)         | AB                 |
| 56                    | Christoph Pfingsten (GER) | AB                 |
| 57                    | Lukas Pöstlberger (AUT)   | AB                 |
| 58                    | Juraj Sagan (SVK)         | AB                 |
| Directeurs sportifs : |                           |                    |

| Caja Rural-Seguros RGA CJR | Caja Rural-Seguros RGA CJR | Caja Rural-Seguros RGA CJR |
| -------------------------- | -------------------------- | -------------------------- |
| Num                        | Coureur                    | Pos                        |
| 61                         | Sergio Pardilla (ESP)      | 46e                        |
| 62                         | David Arroyo (ESP)         | 83e                        |
| 63                         | Lluís Mas (ESP)            | AB                         |
| 64                         | Eduard Prades (ESP)        | AB                         |
| 65                         | Rafael Reis (POR)          | AB                         |
| 66                         | Jaime Rosón (ESP)          | 86e                        |
| 67                         | Héctor Sáez (ESP)          | AB                         |
| 68                         | Nick Schultz (AUS)         | AB                         |
| Directeurs sportifs :      |                            |                            |

| Cannondale-Drapac CDT | Cannondale-Drapac CDT | Cannondale-Drapac CDT |
| --------------------- | --------------------- | --------------------- |
| Num                   | Coureur               | Pos                   |
| 71                    | Rigoberto Urán (COL)  | 23e                   |
| 72                    | Alberto Bettiol (ITA) | 6e                    |
| 73                    | Nathan Brown (USA)    | 51e                   |
| 74                    | Brendan Canty (AUS)   | AB                    |
| 75                    | Hugh Carthy (GBR)     | 45e                   |
| 76                    | Simon Clarke (AUS)    | AB                    |
| 77                    | Andrew Talansky (USA) | AB                    |
| 78                    | Wouter Wippert (NED)  | AB                    |
| Directeurs sportifs : |                       |                       |

| Cofidis COF           | Cofidis COF              | Cofidis COF |
| --------------------- | ------------------------ | ----------- |
| Num                   | Coureur                  | Pos         |
| 81                    | Loïc Chetout (FRA)       | 82e         |
| 82                    | Yoann Bagot (FRA)        | 84e         |
| 83                    | Jérôme Cousin (FRA)      | AB          |
| 84                    | Nicolas Edet (FRA)       | 28e         |
| 85                    | Mathias Le Turnier (FRA) | AB          |
| 86                    | Anthony Perez (FRA)      | AB          |
| 87                    | Stéphane Rossetto (FRA)  | 41e         |
| 88                    | Julien Simon (FRA)       | AB          |
| Directeurs sportifs : |                          |             |

| FDJ                   | FDJ                      | FDJ |
| --------------------- | ------------------------ | --- |
| Num                   | Coureur                  | Pos |
| 91                    | Thibaut Pinot (FRA)      | 17e |
| 92                    | Davide Cimolai (ITA)     | AB  |
| 93                    | Mickaël Delage (FRA)     | 64e |
| 94                    | Matthieu Ladagnous (FRA) | AB  |
| 95                    |                          |     |
| 96                    | Cédric Pineau (FRA)      | AB  |
| 97                    | Anthony Roux (FRA)       | 7e  |
| 98                    | Léo Vincent (FRA)        | AB  |
| Directeurs sportifs : |                          |     |

| Lotto-Soudal LTS      | Lotto-Soudal LTS         | Lotto-Soudal LTS |
| --------------------- | ------------------------ | ---------------- |
| Num                   | Coureur                  | Pos              |
| 101                   | Tony Gallopin (FRA)      | 2e               |
| 102                   | Tiesj Benoot (BEL)       | 9e               |
| 103                   | Lars Bak (DEN)           | 44e              |
| 104                   | Sean De Bie (BEL)        | AB               |
| 105                   | Rémy Mertz (BEL)         | AB               |
| 106                   | Tosh Van der Sande (BEL) | 49e              |
| 107                   | Jelle Vanendert (BEL)    | 15e              |
| 108                   | Tim Wellens (BEL)        | AB               |
| Directeurs sportifs : |                          |                  |

| Movistar MOV          | Movistar MOV                  | Movistar MOV |
| --------------------- | ----------------------------- | ------------ |
| Num                   | Coureur                       | Pos          |
| 111                   | Richard Carapaz (COL)         | 56e          |
| 112                   | Héctor Carretero (ESP)        | AB           |
| 113                   | Jonathan Castroviejo (ESP)    | 48e          |
| 114                   | Víctor de la Parte (ESP)      | AB           |
| 115                   | Imanol Erviti (ESP)           | 52e          |
| 116                   | Rubén Fernández Andújar (ESP) | 31e          |
| 117                   | José Herrada (ESP)            | 38e          |
| 118                   | Daniel Moreno (ESP)           | 25e          |
| Directeurs sportifs : |                               |              |

| Orica-Scott ORS       | Orica-Scott ORS               | Orica-Scott ORS |
| --------------------- | ----------------------------- | --------------- |
| Num                   | Coureur                       | Pos             |
| 121                   | Simon Yates (GBR)             | 18e             |
| 122                   | Michael Albasini (SUI)        | AB              |
| 123                   | Simon Gerrans (AUS)           | 75e             |
| 124                   | Jens Keukeleire (BEL)         | 35e             |
| 125                   | Roman Kreuziger (CZE)         | 63e             |
| 126                   | Christopher Juul Jensen (DEN) | AB              |
| 127                   | Svein Tuft (CAN)              | AB              |
| 128                   | Carlos Verona (ESP)           | 80e             |
| Directeurs sportifs : |                               |                 |

| Quick-Step Floors QST | Quick-Step Floors QST    | Quick-Step Floors QST |
| --------------------- | ------------------------ | --------------------- |
| Num                   | Coureur                  | Pos                   |
| 131                   | Philippe Gilbert (BEL)   | AB                    |
| 132                   | Gianluca Brambilla (ITA) | 57e                   |
| 133                   | Eros Capecchi (ITA)      | AB                    |
| 134                   | David de la Cruz (ESP)   | 40e                   |
| 135                   | Dries Devenyns (BEL)     | AB                    |
| 136                   | Enric Mas (ESP)          | 77e                   |
| 137                   | Pieter Serry (BEL)       | 43e                   |
| 138                   | Zdeněk Štybar (CZE)      | 26e                   |
| Directeurs sportifs : |                          |                       |

| Dimension Data DDD    | Dimension Data DDD               | Dimension Data DDD |
| --------------------- | -------------------------------- | ------------------ |
| Num                   | Coureur                          | Pos                |
| 141                   | Igor Antón (ESP)                 | 37e                |
| 142                   | Jacobus Venter (RSA)             | AB                 |
| 143                   | Omar Fraile (ESP)                | AB                 |
| 144                   | Merhawi Kudus (ERI)              | 65e                |
| 145                   | Lachlan Morton (AUS)             | 74e                |
| 146                   | Benjamin King (USA)              | 70e                |
| 147                   | Serge Pauwels (BEL)              | 27e                |
| 148                   | Jacques Janse van Rensburg (RSA) | 69e                |
| Directeurs sportifs : |                                  |                    |

| Katusha-Alpecin KAT   | Katusha-Alpecin KAT          | Katusha-Alpecin KAT |
| --------------------- | ---------------------------- | ------------------- |
| Num                   | Coureur                      | Pos                 |
| 151                   | Sven Erik Bystrøm (NOR)      | 67e                 |
| 152                   | Jenthe Biermans (BEL)        | AB                  |
| 153                   | Viatcheslav Kouznetsov (RUS) | AB                  |
| 154                   | Maurits Lammertink (NED)     | 39e                 |
| 155                   | Tiago Machado (POR)          | AB                  |
| 156                   | Marco Mathis (GER)           | AB                  |
| 157                   | Rein Taaramäe (EST)          | AB                  |
| 158                   | Ángel Vicioso (ESP)          | AB                  |
| Directeurs sportifs : |                              |                     |

| Lotto NL-Jumbo TLJ    | Lotto NL-Jumbo TLJ          | Lotto NL-Jumbo TLJ |
| --------------------- | --------------------------- | ------------------ |
| Num                   | Coureur                     | Pos                |
| 161                   | George Bennett (NZL)        | 32e                |
| 162                   | Steven Lammertink (NED)     | AB                 |
| 163                   | Juan José Lobato (ESP)      | AB                 |
| 164                   | Primož Roglič (SLO)         | 21e                |
| 165                   | Timo Roosen (NED)           | AB                 |
| 166                   | Bram Tankink (NED)          | AB                 |
| 167                   | Jurgen Van den Broeck (BEL) | AB                 |
| 168                   | Alexey Vermeulen (USA)      | 66e                |
| Directeurs sportifs : |                             |                    |

| Sky SKY               | Sky SKY                  | Sky SKY |
| --------------------- | ------------------------ | ------- |
| Num                   | Coureur                  | Pos     |
| 171                   | Mikel Landa (ESP)        | 5e      |
| 172                   | Philip Deignan (IRL)     | AB      |
| 173                   | Beñat Intxausti (ESP)    | AB      |
| 174                   | Sergio Henao (COL)       | 16e     |
| 175                   | Michał Kwiatkowski (POL) | 1er     |
| 176                   | David López García (ESP) | AB      |
| 177                   | Gianni Moscon (ITA)      | 53e     |
| 178                   | Mikel Nieve (ESP)        | 22e     |
| Directeurs sportifs : |                          |         |

| Sunweb SUN            | Sunweb SUN             | Sunweb SUN |
| --------------------- | ---------------------- | ---------- |
| Num                   | Coureur                | Pos        |
| 181                   | Tom Dumoulin (NED)     | 4e         |
| 182                   | Warren Barguil (FRA)   | 13e        |
| 183                   | Simon Geschke (GER)    | 59e        |
| 184                   | Chris Hamilton (AUS)   | 85e        |
| 185                   | Lennard Hofstede (NED) | 81e        |
| 186                   | Georg Preidler (AUT)   | AB         |
| 187                   | Laurens ten Dam (NED)  | 50e        |
| 188                   | Zico Waeytens (BEL)    | AB         |
| Directeurs sportifs : |                        |            |

| UAE Emirates UAD      | UAE Emirates UAD        | UAE Emirates UAD |
| --------------------- | ----------------------- | ---------------- |
| Num                   | Coureur                 | Pos              |
| 191                   | Louis Meintjes (RSA)    | 20e              |
| 192                   | Matteo Bono (ITA)       | AB               |
| 193                   | Kristijan Đurasek (CRO) | 34e              |
| 194                   | Yousif Mirza (UAE)      | AB               |
| 195                   | Simone Petilli (ITA)    | 73e              |
| 196                   | Jan Polanc (SLO)        | 58e              |
| 197                   | Edward Ravasi (ITA)     | 72e              |
| 198                   | Diego Ulissi (ITA)      | 30e              |
| Directeurs sportifs : |                         |                  |